# Час — гроші

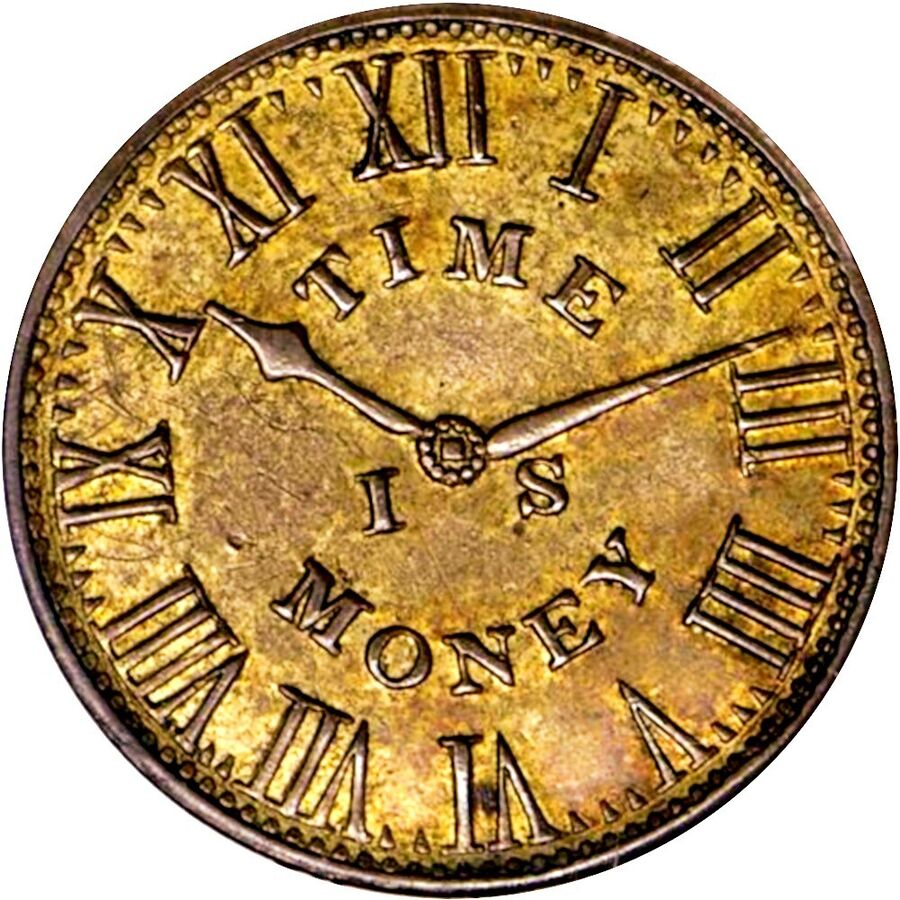
Жетонова монета 1837 року з фразою «Час — гроші».

Час — це гроші (Time Is Money) — афоризм, який приписується американському політичному діячу, дипломату, вченому, письменнику, журналісту та масону Бенджаміну Франкліну.

## Історія
Як стверджується, походить із есе «Поради молодому торговцю» Бенджаміна Франкліна, яке з'явилося в книзі Джорджа Фішера 1748 року «Американський інструктор: або найкращий супутник молодої людини», в якій Франклін написав: «Пам'ятайте, що час — це гроші».
«Пам’ятайте, що час – це гроші. Той, хто може заробити десять шилінгів на день своєю працею, і виїжджає за кордон, або сидить без діла половину цього дня, хоча він витрачає лише шість пенсів під час своєї розваги чи неробства, не слід вважати лише витрати; крім того, він справді витратив або викинув п’ять шилінгів.»
Однак ця фраза вже була надрукована в 1719 році в газеті вігів «Вільнодумець»: «Марно його дружина навіювала йому, що час — це гроші»…"

## Пояснення
Цей вислів передає грошову ціну ліні, вказуючи на те, що коли людині платять за час, який вона витрачає на роботу, мінімізація неробочого часу також мінімізує кількість грошей, які втрачаються на інші заняття.